# Delphyre elachia
Delphyre elachia là một loài bướm đêm thuộc phân họ Arctiinae, họ Erebidae.